# Vålerenga Oslo
Vålerenga IF Fotball este o echipă de fotbal din capitala Norvegiei, Oslo.

## Antrenori
| - Henry "Tippen" Johansen (1944) - Kristian "Svarten" Henriksen (1947–48) - Henry "Tippen" Johansen (1949) - Willibald Hahn (1955) - Kristian "Svarten" Henriksen (1957–58) - Joar Hoff (1978) - Gunder Bengtsson (1983), (1984) - Olle Nordin (1985) - Svein Ivar Sigernes (1987–88) - Olle Nordin (Jan 1, 1990–Dec 31, 1992) | - Vidar Davidsen (Jan 1, 1993–Dec 31, 1997) - Lars Tjærnås (Jan 1, 1998–Aug 6, 1998) - Egil "Drillo" Olsen (Aug 9, 1998–16 iunie 1999) - Knut Arild Løberg (17 iunie 1999–Dec 31, 1999) - Tom Nordlie (Jan 1, 2000–Dec 31, 2000) - Kjetil Rekdal (Jan 1, 2001–Aug 20, 2006) - Petter Myhre (Aug 21, 2006–27 iulie 2007) - Harald Aabrekk (28 iulie 2007–Dec 31, 2007) - Martin Andresen (2008–Dec 31, 2012) - Kjetil Rekdal (Jan 8, 2013–) |